# When Father Put Up the Bedstead
When Father Put Up the Bedstead è un cortometraggio muto del 1911 diretto da Frank Wilson.

## Trama
Papà ha dei problemi a mettere in piedi un nuovo letto.

## Produzione
Il film fu prodotto dalla Hepworth.

## Distribuzione
Distribuito dalla Hepworth, il film - un cortometraggio di 106,68 metri - uscì nelle sale cinematografiche britanniche nel marzo 1911.
Si conoscono pochi dati del film che, prodotto dalla Hepworth, fu distrutto nel 1924 dallo stesso produttore, Cecil M. Hepworth. Fallito, in gravissime difficoltà finanziarie, il produttore pensò in questo modo di poter almeno recuperare il nitrato d'argento della pellicola.